# أشلي غرايمز (لاعب كرة قدم)
أشلي غرايمز (بالإنجليزية: Ashley Grimes)‏ (9 ديسمبر 1986 في المملكة المتحدة - ) هو لاعب كرة قدم بريطاني (وحمل سابقاً جنسية المملكة المتحدة لبريطانيا العظمى وأيرلندا) في مركز الوسط. لعب مع سويندون تاون ومانشستر سيتي ونادي بوري ونادي روتشديل ونادي ميلوول ونادي والسول ونادي بارو ولينكولن سيتي أف سي.

## وصلات خارجية
- أشلي غرايمز على موقع قاعدة بيانات كرة القدم.إي يو (الإنجليزية)
- أشلي غرايمز على موقع Soccerbase.com (لاعب) (الإنجليزية)
- أشلي غرايمز على موقع Soccerway.com (الإنجليزية)